# ArtRave: The Artpop Ball
Artrave: The Artpop Ball је четврта cветска турнеја америчке кантауторке Лејди Гаге, која је почела 4. маја 2014. године у Форт Лодердејлу (Флорида). На турнеји промовиса ће cвој трећи cтудијски албум Artpop (2013).

## Сет листа
1. "Artpop"
2. "G.U.Y."
3. "Donatella"
4. "Venus"
5. "Manicure"
6. "Just Dance"
7. "Poker Face"
8. "Telephone"
9. "Partynauseous"
10. "Paparazzi"
11. "Do What U Want"
12. "Dope"
13. "You And I"
14. "Born This Way"
15. "The Edge of Glory/Judas"
16. "Aura"
17. "Sexxx Dreams"
18. "Mary Jane Holland"
19. "Alejandro"
20. "Bad Romance"
21. "Applause"
22. "Swine"
23. "Gypsy"

## Датуми
1. MAY 4 - FT. LAUDERDALE, FL (BB&T CENTER)
2. MAY 6 - ATLANTA, GA (Philips Arena)
3. MAY 8 - PITTSBURGH, PA (Consol Energy Center)
4. MAY 10 - UNCASVILLE, CT (Mohegan Sun)
5. MAY 12 - WASHINGTON, DC (Verizon Center)
6. MAY 13 - NEW YORK CITY, NY (Madison Square Garden)
7. MAY 15 - PHILADELPHIA, PA (Wells Fargo Center)
8. MAY 17 - DETROIT, MI (Joe Louis Arena)
9. MAY 18 - CLEVELAND, OH (Quicken Loans Arena)
10. MAY 20 - ST. PAUL, MN (Xcel Energy Center)
11. MAY 22 - WINNIPEG, MB (MTS Center)
12. MAY 25 - CALGARY, AB (Scotiabank Saddledome)
13. MAY 26 - EDMONTON, AB (Rexall Place)
14. MAY 28 - SEATTLE, WA (Key Arena)
15. MAY 30 - VANCOUVER, BC (Rogers Arena)
16. JUNE 2 - SAN DIEGO, CA (Viejas Arena)
17. JUNE 3 - SAN JOSE, CA (SAP Center)
18. JUNE 26 - MILWAUKEE, IL (Marcus Amphitheather)
19. JUNE 28 - ATLANTIC CITY, NJ (Boardwalk Hall)
20. JUNE 30 - BOSTON, MA (TD Garden)
21. JULY 2 - MONTREAL, QC (Bell Centre)
22. JULY 4 - QUEBEC CITY, QC (Plains Of Abraham)
23. JULY 5 - OTTAWA, OT (LeBreton Flats)
24. JULY 7 - BUFFALO, NY (First Niagara Center)
25. JULY 9 - TORONTO, ON (Air Canada Center)
26. JULY 11 - CHICAGO, IL (United Center)
27. JULY 14 - SAN ANTONIO, TX (AT&T Center)
28. JULY 16 - HOUSTON, TX (Toyota Center)
29. JULY 17 - DALLAS, TX (American Airlines Center)
30. JULY 19 - LAS VEGAS, NV (MGM Grand)
31. JULY 21 - LOS ANGELES, CA (Staples Center)
32. JULY 22 - LOS ANGELES, CA (Staples Center)
33. JULY 30 - PHOENIX, AZ  (Airways Center)
34. AUG 1 - LAS VEGAS, NV (MGM Grand Garden Arena)
35. AUG 2 - STATELINE, NV (Harveys Lake Tahoe)
36. AUG 4 - SALT LAKE CITY, UT (Energy Solutions Arena)
37. AUG 6 - DENVER, CO (Pepsi Center)

Азија:
1. AUG 13 - TOKYO, JAPAN (Chiba Marine Stadium)
2. AUG 14 - TOKYO, JAPAN (Chiba Marine Stadium)
3. AUG 16 - SEOUL, SOUTH KOREA (Olympic Stadium)

Аустралија:
1. AUG 20 - PERTH (Perth Arena)
2. AUG 23 - MELBOURNE (Rod Laver Arena)
3. AUG 24 - MELBOURNE (Rod Laver Arena)
4. AUG 26 - BRISBANE (Brisbane Entertainment Centre)
5. AUG 30 - SYDNEY (Allphones Arena)
6. AUG 31 - SYDNEY (Allphones Arena)

Блиски исток:
1. SEPT. 10 - DUBAI, UAE (Meydan Racecourse)
2. SEPT. 13 - TEL AVIV, ISRAEL (Yarkon Park)

Evropa:
1. SEPT. 16 - ISTANBUL, TR (ITU Stadium)
2. SEPT. 19 - ATHENS,GR (Olympic Stadium)
3. SEPT. 23 - ANTWERP, BE (Sportpaleis)
4. SEPT. 24 - AMSTERDAM, NL (Ziggo Dome)
5. SEPT. 27 - HERNING, DK (Jyske Bank Boxen)
6. SEPT. 29 - OSLO, NO (Telenor Arena)
7. SEPT. 30 - STOCKHOLM, SW (Ericsson Globe)
8. OCT. 3 - HAMBURG, DE (O2 World)
9. OCT. 5 - PRAGUE, CZ (O2 Arena)
10. OCT. 7 - KOLN, DE (Lanxess Arena)
11. OCT. 9 - BERLIN, DE (O2 World)
12. OCT. 15 - BIRMINGHAM (NIA)
13. OCT. 17 - DUBLIN, IE (The O2)
14. OCT. 19 - GLASGOW (SEE Hydro)
15. OCT. 21 - MANCHESTER (Phones 4U Arena)
16. OCT. 23 - LONDON (The O2 ARENA)
17. OCT. 25 - LONDON (The O2 ARENA)
18. OCT. 26 - LONDON (The O2 ARENA)
19. OCT. 30 - PARIS, FR (Zenith)
20. OCT. 31 - PARIS, FR (Zenith)
21. NOV. 2 - VIENNA, AU (Wiener Stadthalle)
22. NOV. 4 - MILAN, IT (Mediolanum Forum)
23. NOV. 6 - ZURICH, CH (Hallenstadion)
24. NOV. 8 - BARCELONA, ES (Palau Sant Jordi)
25. NOV. 10 - LISBON, PT (MEO Arena)
26. NOV. 13 - BIRMINGHAM (NIA)
27. NOV. 16 - GLASGOW (SSE Hydro)
28. NOV. 20 - SHEFFIELD (Motorpoint Arena)
29. NOV. 22 - NEWCASTLE (Metro Radio Arena)
30. NOV. 24 - PARIS (Bercy Arena)